# Магаданская ТЭЦ
Магаданская ТЭЦ — тепловая электростанция в Магаданской области, основной источник теплоснабжения Магадана. Входит в состав ПАО «Магаданэнерго» (входит в группу «РусГидро»).

## Конструкция станции
Магаданская ТЭЦ представляет собой тепловую электростанцию (теплоэлектроцентраль) с комбинированной выработкой электроэнергии и тепла. Установленная мощность электростанции — 96 МВт (в том числе дизельной части — 21 МВт), установленная тепловая мощность — 563,8 Гкал/час (в том числе паротурбинной части — 495 Гкал/час, электрокотлов — 68,8 Гкал/час). Конструктивной особенностью станции является ее разделение на паротурбинную часть, дизельную часть, водогрейную котельную, электрокотельную. Тепловая схема паротурбинной части станции выполнена с поперечными связями по основным потокам пара и воды. Проектное топливо — ургальский каменный уголь, фактически используется каменный уголь Кузнецкого угольного бассейна. Станция работает по теплофикационному графику, в летний период выработка электроэнергии станцией минимальна, для обеспечения потребителей горячей водой используются электрокотлы. Дизель-генераторы выполняют роль резервного источника энергоснабжения, в постоянном режиме не используются. Основное оборудование станции включает в себя:
- турбоагрегат № 6 мощностью 25 МВт, в составе турбины ПТ-25/30-8,8/1 и генератора ТВС-32, введён в 2004 году;
- турбоагрегат № 7 мощностью 25 МВт, в составе турбины ПТ-25-90-10М и генератора ТВС-30, введён в 1974 году;
- турбоагрегат № 8 мощностью 25 МВт, в составе турбины ПТ-25-90-10М и генератора ТВС-30, введён в 2000 году;
- шесть дизель-генераторов 64Г мощностью по 3,5 МВт, введены в 1970—1972 годах.

Пар для турбоагрегатов вырабатывают четыре котла БКЗ-50-39-Ф (два из них находятся в резерве), один котёл БКЗ-160-100-Ф и два котла БКЗ-220-100-Ф. Также имеется водогрейная котельная с двумя котлами КВТК-100 (находятся в резерве) и электрокотельная с восемью котлами ЭК 10000/6. Дымовые газы отводятся через две дымовые трубы высотой 150 и 180 м. Выдача электроэнергии в энергосистему производится с открытых распределительных устройств (ОРУ) напряжением 35 кВ и 110 кВ по следующим линиям электропередачи:
- ВЛ 110 кВ Магаданская ТЭЦ — ПС МЦ;
- ВЛ 110 кВ Магаданская ТЭЦ — ПС Армань;
- ВЛ 110 кВ Магаданская ТЭЦ — ПС Центральная;
- ВЛ 35 кВ Магаданская ТЭЦ — ДЭС — ПС База Морпорта;
- ВЛ 35 кВ Магаданская — ПС Северная.

## История строительства и эксплуатации
Первая электростанция мощностью всего 18 л. с. была построена в Магадане в 1931 году. В 1933 году её дополнила возведённая Дальстроем локомобильная электростанция мощностью 660 кВт. К концу 1950-х годов в Магадане имелось несколько небольших электростанций и котельных, которые не могли удовлетворить потребности города. В результате было принято решение о строительстве новой электростанцию на севере города, в районе реки Каменушки (притока Магаданки). Строительство станции велось в сложных природно-климатических условиях. Первая очередь Магаданской районной электростанции была введена в эксплуатацию в декабре 1962 года, в 1964 году строительство первой очереди станции мощностью 26 МВт было завершено.

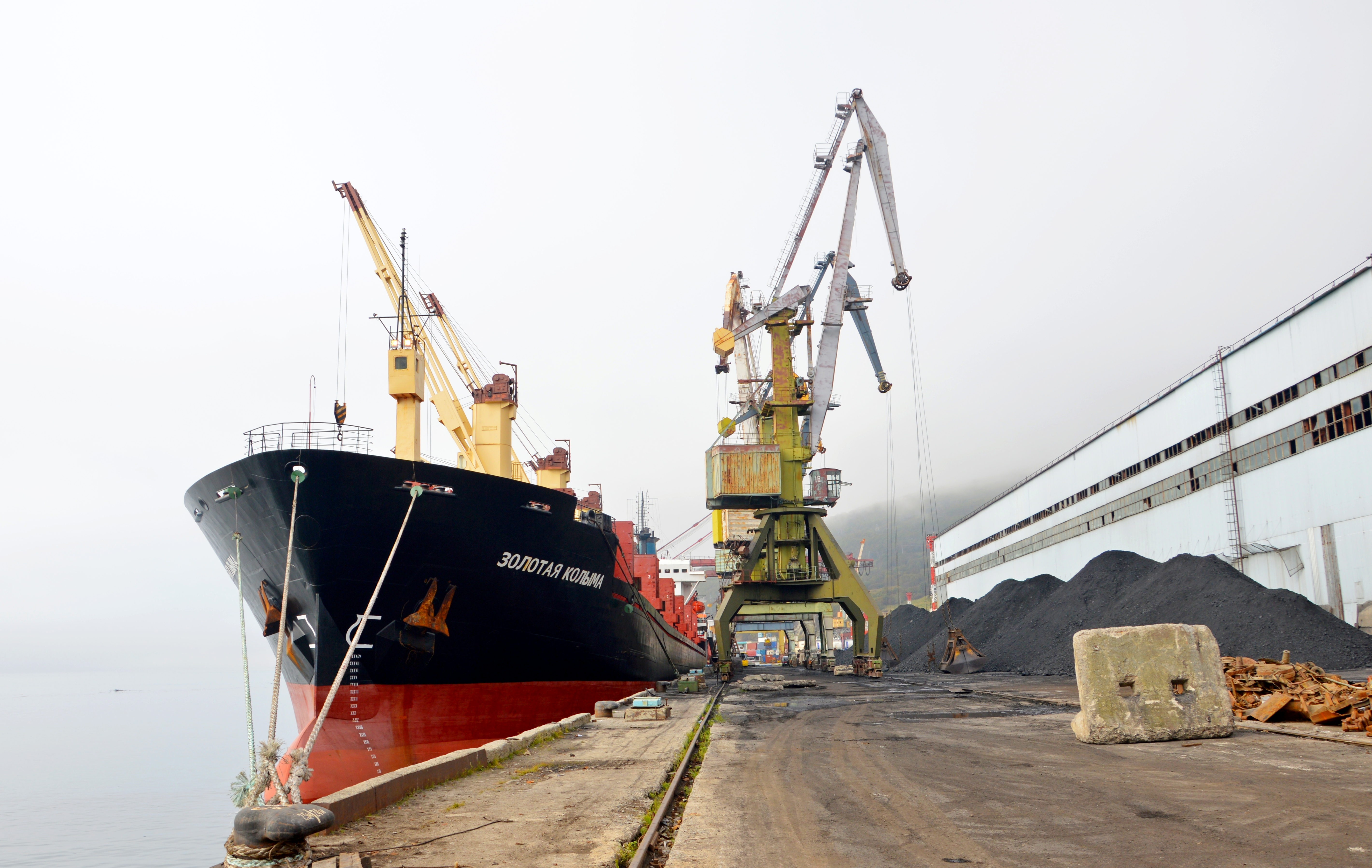
Разгрузка угля с балкера «Золотая Колыма» в Магаданском морском торговом порту

Предполагалось, что с вводом электростанции в Магадане удастся ликвидировать все отопительные котельные, сильно загрязнявшие воздух. Но уже к 1966 году мощностей новой станции стало не хватать и встал вопрос расширения станции. В мае 1968 года Магаданская РЭС получает свое современное имя — Магаданская ТЭЦ. В 1972 году было начато строительство второй очереди станции на более высокие параметры пара, которое было завершено в 1976 году. Одновременно смонтировали дизельную электростанцию. В результате мощность Магаданской ТЭЦ возросла до 122 МВт. В 1989—1995 годах была построена водогрейная котельная.
С выходом на полную мощность Колымской ГЭС в Магаданской области в летний период возник существенный избыток электроэнергии. Это позволило в 1990-х годах вывести из эксплуатации изношенное оборудование первой очереди Магаданской ТЭЦ, а также смонтировать в 1998—2001 годах электрокотельную, позволившую обеспечить город горячей водой в летний период без затрат дорогостоящего привозного угля. Изначально Магаданская ТЭЦ была спроектирована на сжигание угля Ургальского месторождения, но в начале 1990-х годов в связи с аварией на шахте Ургальская были ограничены поставки проектного топлива, и для решения этой проблемы станцию переоборудовали на сжигание кузнецких углей.
В настоящее время Магаданская ТЭЦ входит в состав центрального энергоузла Магаданской энергосистемы, работающего изолированно от ЕЭС России. Станция работает в режиме комбинированной выработки электрической и тепловой энергии, являясь основным источником тепловой энергии для системы централизованного теплоснабжения Магадана. Режим работы станции определяется необходимостью экономии угля и избытком гидроэнергии. Фактически в ТЭЦ выступает нетто-потребителем электроэнергии: в зимнее время станция несёт нагрузку от 5 до 30 МВт по тепловому графику, но потребляет включёнными электрокотлами до 45 МВт, в летнее время работают только электрокотлы.